# 聖戴維斯

圣大卫市旗也是威尔士国旗之一

聖戴維斯（英語：St Davids或St David's；威爾斯語： [tɨː ˈðɛwi]，本意：聖大衛之家）是英國威爾士彭布羅克郡的一個城市。全市人口不足二千，是英國最小的城市。威爾士主保聖人聖大衛的遺體安葬於當地的聖戴維斯大教堂。

## 外部連結
- Independant St David's tourism website （页面存档备份，存于）
- St Davids City Council （页面存档备份，存于）
- St David's at www.visitpembrokeshire.com （页面存档备份，存于） (official council tourism website)
- 中的“聖戴維斯”